# Хотел Елеон
Хотел Елеон (енгл. Отель Элеон) руско-украјинска је ТВ серија емитована од 28. новембра 2016. до 21. децембра 2017. године на мрежи СТС. Серија је наставак ситкома Кухиња, коју су произвеле компаније Yellow, Black and White и Keystone Studios. Серија говори о комичним и драматичним ситуацијама у колективима петогодишњег хотела „Елеон” и ресторана „Виктор”.

## Синопсис
Ресторан добија Мишелин звезду, а Виктор Петрович се повлачи, али живот у хотелу „Елеон” се наставља. Михаил Џекович руководи хотелом, а Сења постаје шеф ресторана „Виктор”, али има проблема са својом супругом, Марином, која је постављена за главног рачуновођу хотела.
Елеонора Андрејевна, уморна од послова, препушта хотел „Елеон” свом нећаку Павелу. Не желећи да сам послује у хотелу, нови власник запошљава висококвалификованог менаџера из Брисела, Софију Јановну. Она добија место управника хотела, а Михаил Џекович постаје њен подређени. Нови менаџер не само да мења уобичајени начин живота Елеона”, већ мења и лични живот ликова. Настја постаје директор ресторана „Виктор”, а Костја је само старији бармен.
Истовремено се у хотелу појављује девојка по имену Даша. Након што је обманута од стране брачног аферисте, добија посао у хотелу као собарица. Али судбина је за њу припремила ново изненађење: случајно пронађе торбу са новцем и одлучује да је држи код себе, тајно од свих, не слутећи да је врећа са милион евра имала власника – бизнисмена и криминалног органа Аљохина. На крају серије, Даша упознаје новог власника хотела, милионера Петра Романова, а затим постаје његова супруга и одлази са њим у Сингапур.

## Ликови
- Милош Биковић као Павел Аркадијевич, сувласник хотела „Елеон”, из Србије, нећак Елеоноре Андрејевне, заљубљен у Дашу.
- Дијана Пожарска као Дариа „Даша” Ивановна Канаева, собарица хотела „Елеон”, из Волчанска, каратисткиња, Јулијина пријатељица, заљубљена у Павела Аркадијевича.
- Јекатерина Вилкова као Софија Јановна Толстаја, управник хотела „Елеон”, из Брисела.
- Јелена Ксенофонтова као Елеонора Андрејевна Галанова, власница хотела „Елеон”, тетка Павела Аркадијевича, Родионова жена, заљубљена у Михаила Џековича.
- Григориј Сијатвинда као Михаил Џекович, замених управника хотела „Елеон”, заљубљен у Софију.
- Сергеј Лавигин као Арсеније „Сења” Андрејевич Чугањин, шеф кухиње у ресторану „Виктор”, Маринин супруг.
- Александра Кузенкина као Јулија Макаровна Комисарова, собарица хотела „Елеон”, глумица-почетница, пријатељица Даше, девојка (супруга) Владимира.
- Олга Кузмина као Анастасија „Настја” Степановна Фомина, директор ресторана „Виктор”, супруга Костје.
- Виктор Хорињак као Константин Константинович Анисимов, старији бармен ресторана „Виктор”, креативни директор хотела „Елеон”, Настјин супруг.
- Тимур Еремеев као Јегор, шеф рецепције хотела „Елеон”, заљубљен у Дашу.
- Филип Бледни као Никита Андрејевич Ђагиљев, сувласник хотела „Елеон”, Светланин супруг, био је заљубљен у Дашу.
- Ана Бегунова као Марина Антоновна Чугањина, глави рачуновођа хотела „Елеон”, Сењина супруга, трудна са близанцима.
- Владислав Ветров као Борис Леонидович „чика Бора”, главни инжењер хотела „Елеон”, заљубљен у Валентину.
- Наталија Шчукина као Валентина Ивановна, главна собарица хотела „Елеон”.
- Данила Расомахин као Јарослав, носач хотела „Елеон”, брат близанац Павла.
- Павел Рассомахин као Павел, носач хотела „Елеон”, брат близанац Јарослава.
- Јегор Корешков као Петар Алексејевич Романов, сувласник хотела „Елеон”, инвеститор у ризику, Дашин дечко, лови милион евра.
- Михаил Тарабукин као Фјодор „Феђа” Михаилович Јурченко, шеф ресторана „Виктор”, раније радио у истом, Сењин најбољи друг.

## Епизоде
| Сезона | Сезона | Епизоде | Премијерно приказивање (Русија) | Премијерно приказивање (Русија) | Премијерно приказивање (Србија) | Премијерно приказивање (Србија) |
| Сезона | Сезона | Епизоде | Прва епизода                    | Последња епизода                | Прва епизода                    | Последња епизода                |
| ------ | ------ | ------- | ------------------------------- | ------------------------------- | ------------------------------- | ------------------------------- |
|        | 1      | 21      | 28. новембар 2016.              | 29. децембар 2016.              | 18. октобар 2017.               | 14. новембар 2017.              |
|        | 2      | 21      | 15. мај 2017.                   | 15. јун 2017.                   | 5. новембар 2019.               | 27. новембар 2019.              |
|        | 3      | 21      | 20. новембар 2017.              | 21. децембар 2017.              | 27. новембар 2019.              | 13. децембар 2019.              |

Посебност епизода телевизијске серије је да имају наслове, који заузврат звуче као последње изговорене фразе.